# Dinah Pfizenmaier
Dinah Pfizenmaier (Bielefeld, 13 de Janeiro de 1992) é uma tenista profissional alemã.

## ITF finais (11–7)

### Simples (9–4)
| Legenda           |
| ----------------- |
| $100,000 torneios |
| $75,000 torneios  |
| $50,000 torneios  |
| $25,000 torneios  |
| $15,000 torneios  |
| $10,000 torneios  |

| Finais por Piso |
| --------------- |
| Duro (2–1)      |
| Saibro (6–3)    |
| Grama (0–0)     |
| Carpete (1–0)   |

| Posição | N. | Data              | Torneio                        | Piso        | Oponente                | Placar              |
| ------- | -- | ----------------- | ------------------------------ | ----------- | ----------------------- | ------------------- |
| Vice    | 1. | 25 Julho 2011     | Tampere, Finlândia             | Saibro      | Piia Suomalainen        | 5–7, 0–6            |
| Campeã  | 1. | 22 Agosto 2011    | Braunschweig, Alemanha         | Saibro      | Syna Kayser             | 7–6(7–5), 6–1       |
| Campeã  | 2. | 12 Setembro 2011  | Rotterdam, Holanda             | Saibro      | Stephanie Vogt          | 3–6, 6–1, 6–1       |
| Campeã  | 3. | 26 Setembro 2011  | Plovdiv, Bulgária              | Saibro      | Jovana Jakšić           | 6–4, 6–4            |
| Campeã  | 4. | 24 Outubro 2011   | Netanya, Israel                | Duro        | Çağla Büyükakçay        | 7–6(7–5), 4–6, 6–1  |
| Campeã  | 5. | 23 Janeiro 2012   | Kaarst, Alemanha               | Carpete (i) | Alison Van Uytvanck     | 6–4, 6–4            |
| Campeã  | 6. | 19 Março 2012     | Phuket, Tailândia              | Duro (i)    | Noppawan Lertcheewakarn | 6–2, 6–4            |
| Vice    | 2. | 8 Outubro 2012    | Sarajevo, Bosnia e Herzegovina | Saibro      | Victoria Kan            | 6–4, 4–6, 2–5, ret. |
| Vice    | 3. | 5 Novembro 2012   | Benicarló, Espanha             | Duro        | Laura Pous Tió          | 4–6, 1–6            |
| Campeã  | 7. | 25 Fevereiro 2013 | Majorca, Espanha               | Saibro      | Anastasia Grymalska     | 6–4, 4–6, 7–5       |
| Campeã  | 8. | 1 Abril 2013      | Torrent, Espanha               | Saibro      | Justine Ozga            | 6–3, 6–1            |
| Vice    | 4. | 13 Maio 2013      | Saint-Gaudens, França          | Saibro      | Paula Ormaechea         | 3–6, 6–3, 4–6       |
| Campeã  | 9. | 1 Julho 2013      | Versmold, Alemanha             | Saibro      | Maryna Zanevska         | 6–4, 4–6, 6–4       |

### Duplas (2–3)
| Legenda           |
| ----------------- |
| $100,000 torneios |
| $75,000 torneios  |
| $50,000 torneios  |
| $25,000 torneios  |
| $15,000 torneios  |
| $10,000 torneios  |

| Finais por Piso |
| --------------- |
| Duro (0–0)      |
| Saibro (2–3)    |
| Grama (0–0)     |
| Carpete (0–0)   |

| Posição | N. | Data              | Torneio             | Piso   | Parceiro                | Oponentes                              | Placar                 |
| ------- | -- | ----------------- | ------------------- | ------ | ----------------------- | -------------------------------------- | ---------------------- |
| Vice    | 1. | 15 Agosto 2011    | Ratingen, Alemanha  | Saibro | Katharina Hering        | Elizaveta Ianchuk Karolina Wlodarczak  | 6–3, 1–6, 4–6          |
| Campeã  | 1. | 26 Setembro 2011  | Plovdiv, Bulgária   | Saibro | Julia Wachaczyk         | Clelia Melena Stefania Rubini          | 6–4, 7–5               |
| Vice    | 2. | 29 Abril 2013     | Wiesbaden, Alemanha | Saibro | Anna Zaja               | Gabriela Dabrowski Sharon Fichman      | 3–6, 3–6               |
| Campeã  | 2. | 10 Fevereiro 2014 | São Paulo, Brasil   | Saibro | Beatriz García Vidagany | Mariana Duque Paula Cristina Gonçalves | 7–6(10–8), 4–6, [10–8] |
| Vice    | 3. | 16 Março 2015     | Seville, Espanha    | Saibro | Sandra Klemenschits     | Ekaterine Gorgodze Victoria Kan        | 3–6, 2–6               |